# レオ・ペルッツ

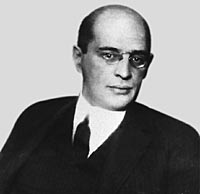
レオ・ペルッツ

レオ・ペルッツ（Leo Perutz、1882年11月2日 - 1957年8月25日）は、オーストリアの作家。幻想的な歴史小説などで人気を博した。本名はレーオポルト(Leopold) 。

## 生涯
オーストリア＝ハンガリー二重帝国のプラハに、ユダヤ系両親の長男として生まれる。祖先は17世紀にスペインのトレドからユダヤ人迫害を逃れてチェコのラコニッツに移り、祖父はラコニッツの市議会議員も務めた。レオは高等中学卒業までプラハで過ごし、ここで同年代のカフカやグスタフ・マイリンクと親しくした。1899年に父がウィーンで織物工場を始め、レオは保険会社でアクチュアリーとして勤めながら、文学カフェに出入りし、1907年に初めて短編小説が新聞に掲載される。1915年に最初の長編小説『第三の魔弾』をミュンヘンの出版社から刊行。第一次世界大戦2年目に志願兵となり、東部戦線に従軍、1916年にロシアによるブルシーロフ攻勢で重傷を負って肺の半分を失い、ウィーンで暗号解読の仕事に就いた後に兵役を免除された。
大戦後にはパウル・フランクとの共作『マンゴーの樹の奇蹟』(1918)、『九時から九時まで』(1918)、『ボリバル侯爵』(1920)、『最後の審判の巨匠』(1923)、『テュルリュパン』(1924)などを刊行し好評となり、20ヶ国語以上に翻訳される人気作家となった。当初は『最後の審判の巨匠』をヴァルター・ベンヤミンから「列車の中で読むのに最適」と評されるなど、良質の娯楽作家という位置づけで見られていたが、『テュルリュパン』がアルフレート・ポルガーによる書評で「現代のドイツで最も純粋で男性的な才能を授かった作家の一人」「昨今の『深遠』で『泣かせる』作物-『人類皆兄弟』を歌いあげる詩をすべて合わせたよりも大きな人間愛が潜んでいる」等と評されたことで、「シリアスな作家」として高く評価されるようになった。
1918年にはイーダ・ヴァイルと結婚し、後に二人の娘が生まれる。『どこに転がっていくの、林檎ちゃん』(1928)はベストセラーとなり、当時イアン・フレミングもドイツ語のファンレターを送り、「自分がファンレターを書く気になった唯一の小説」と述べ、作者の技巧に感嘆したことを書いている。この1928年には妻イーダが死去し、心霊術に凝り始める。その後グレーテ・フンブルガーと再婚。また『ボリバル公爵』と『アンチクリストの誕生』が1922年に映画化された。ウィーンでは多くの作家と交際し、文学カフェではチェスとブリッジの名手としても知られていた。
1933年にドイツでナチスが政権を取りユダヤ人迫害が始まると、『聖ペテロの雪』は発行部数を制限され、北方戦争の時代のシレジア地方を舞台に、バロック文化を背景に封建体制や戦争を戯画化した『スウェーデンの騎士』(1936)はドイツでの発行を許可されず、映画化も話のなくなってしまい、収入のために舞台や映画の脚本を書いたりもした。1938年にオーストリアがドイツに併合されると、一家でパレスチナのテルアビブに亡命し、得意な数学を生かして保険会社で働いた。

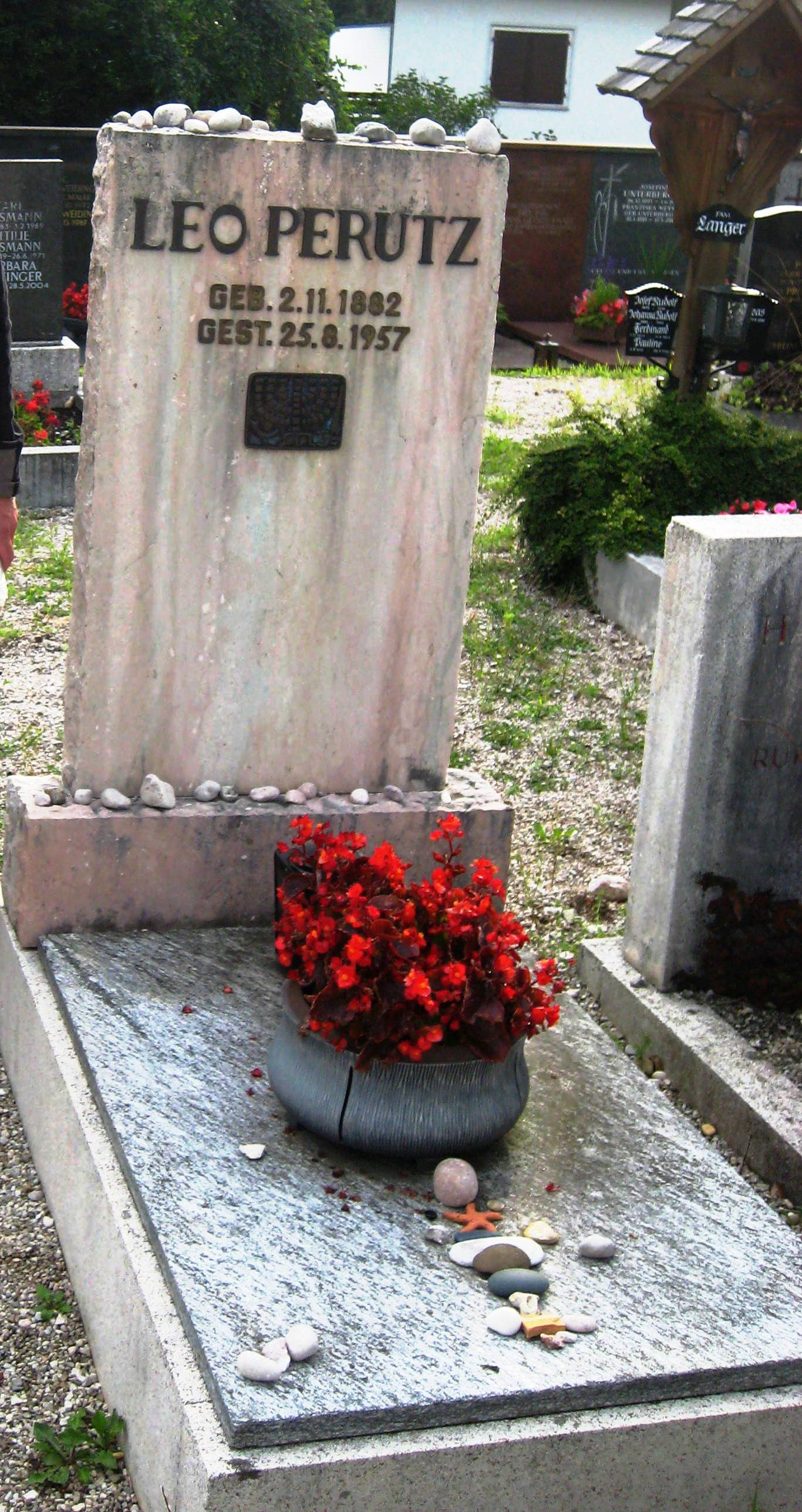
バート・イシュルのペルッツの墓地

終戦後もウィーンには戻らず、高地オーストリアのザンクト・ヴォルフガングとテルアビブを往復して暮らした。しかし戦前の人気は忘れ去られており、1953年発表の『夜毎に石の橋の下で』は代表作とされているが、発表当時は少部数の出版で話題にもならなかった。ペルツは文学に望みをなくし、考古学に楽しみを見だしていた。また戦後は保養地のバート・イシュルで毎年の休暇を過ごしていたが、1957年にこの地で心臓発作によりで死去、同地に葬られた。死後発見された未完原稿『レオナルドのユダ』は、友人のレルネット・ホレーニアの手で完成させられて1959年に刊行された。
1962年にフランスの幻想文学に与えられる夜想賞を贈られた。テオドール・アドルノやヴァルター・ベンヤミンは早くからペルッツの文体を賞賛していたが、ボルヘス、カルヴィーノ、グレアム・グリーンらの言及によって、1970年代から世界的に再評価されるようになった。評伝にハンス-ハラルド・ミュラー(Hans-Harald Müller)『Leo Perutz』(2007)がある。

## 作品一覧
長編小説
- 『第三の魔弾』Die dritte Kugel 1915年
  - 前川道介訳 国書刊行会「世界幻想文学大系」 1986年、白水社「白水Uブックス」 2015年
- 『マンゴーの樹の奇蹟』Das Mangobaumwunder. Eine unglaubwürdige Geschichte 1916年（パウル・フランクと共作）
- 『追われる男』Zwischen neun und neun 1918年
  - 梶龍雄訳 『中学生の友 二年（別冊付録）』1963年1月号 小学館
- 『散弾亭』Das Gasthaus zur Kartätsche 1920年（中編）
- 『ボリバル侯爵』Der Marques de Bolibar 1920年
  - 垂野創一郎訳 国書刊行会 2013年
- 『アンチクリストの誕生』Die Geburt des Antichrist 1921年（中編）
  - 垂野創一郎訳、ちくま文庫 2017年
- 『最後の審判の巨匠』Der Meister des Jüngsten Tages 1923年
  - 垂野創一郎訳 晶文社 2005年
- 『テュルリュパン　ある運命の話』Turlupin 1924年
  - 垂野創一郎訳 ちくま文庫 2022年
- Der Kosak und die Nachtigall 1927年(パウル・フランクと共作）
- 『どこに転がっていくの、林檎ちゃん』Wohin rollst du, Äpfelchen … 1928年
  - 垂野創一郎訳 ちくま文庫 2018年
- 『聖ペテロの雪』St. Petri-Schnee 1933年
  - 垂野創一郎訳 国書刊行会 2015年
- 『スウェーデンの騎士』Der schwedische Reiter 1936年
  - 垂野創一郎訳 国書刊行会 2015年
- 『夜毎に石の橋の下で』Nachts unter der steinernen Brücke 1953年
  - 垂野創一郎訳 国書刊行会 2012年
- 『レオナルドのユダ』Der Judas des Leonardo 1959年
  - 鈴木芳子訳 エディションq 2001年

戯曲
- Die Reise nach Preßburg 1930年（ハンス・アドラーと共作）
- Morgen ist Feiertag 1935年(ハンス・アドラー、パウル・フランクと共作）
- Warum glaubst Du mir nicht? 1936年（パウル・フランクと共作）

翻訳
- ヴィクトル・ユーゴー『九十三年』Das Jahr der Guillotine 1925年
- ヴィクトル・ユーゴー『ビュグ・ジャルガル』Flammen auf San Domingo 1929年

短編集
- 『アンチクリストの誕生』Herr, erbarme Dich meiner 1930年
  - 垂野創一郎訳 ちくま文庫 2017年
- 『ウィーン五月の夜』Mainacht in Wien 1996年（遺稿集、ハンス-ハラルド・ミュラー編）
  - 小泉淳二、田代尚弘訳 法政大学出版局 2010年

## 映画化作品
- Das Abenteuer des Dr. Kircheisen 1921年
- Der Marquis von Bolivar 1922年
- Die Geburt des Antichrist 1922年
- Bolibar 1929年
- Der Kosak und die Nachtigall 1935年
- Historia de una noche 1941年（アルゼンチン）
- es:Ceniza al viento 1942年（アルゼンチン）
- Historia de una noche 1963年（アルゼンチン）
- Der Meister des jüngsten Tages 1990年
- Tyro 1990年
- St. Petri Schnee 1991年